# سیوه‌کران
سیوه‌کران (به ترکی آذربایجانی: Sivəkəran یا سیفه‌کران Sifəkəran) یک منطقه مسکونی در جمهوری آذربایجان است که در شهرستان لریک واقع شده‌است.

## ریشه واژه
سیفه‌کران از دو واژه تالشی سیف یا سیو به‌معنای سیب و کران یا کَه‌اُن تشکیل شده‌است و معنای کلی آن به‌صورت آبادی سیب‌ها است.